# A Caliph of the New Bagdad
A Caliph of the New Bagdad è un cortometraggio muto del 1916 diretto da Van Dyke Brooke.

## Produzione
Il film fu prodotto dalla Vitagraph Company of America (come Broadway Star Features).

## Distribuzione
Distribuito dalla General Film Company, il film - un cortometraggio in tre bobine - uscì nelle sale cinematografiche statunitensi il 22 aprile 1916.